# 羅伊特巴赫河 (布龍巴赫河支流)
49°08′05″N 10°50′18″E / 49.13473°N 10.83822°E
羅伊特巴赫河是德國的河流，位於該國東南部，由巴伐利亞負責管轄，屬於布龍巴赫河的右支流，河道全長1.5公里，流經魏森堡-貢岑豪森縣。